# Атлантик (департамент)
Вижте пояснителната страница за други значения на Атлантик.
Атлантик (на френски: Atlantique) е департамент в южната част на Бенин. Съставен е от 8 общини. Името на Атлантик идва от Атлантическия океан, на който департамента има малък излаз. Площта му е 3233 квадратни километра, а населението – 1 398 229 души (по преброяване през май 2013 г.). Административен център е град Уида

## Общини
Департамент Атлантик се състои от 8 комуни (общини):
- Абоме-Калави (на френски: Abomey-Calavi)
- Алада (на френски: Allada)
- Зе (на френски: Zè)
- Кпомасе (на френски: Kpomassè)
- Со-Ава (на френски: Sô-Ava)
- Тори-Босито (на френски: Tori-Bossito)
- Тофо (на френски: Toffo)
- Уида (на френски: Ouidah)